# Gran Premio di Bari
Der Gran Premio di Bari (deutsch: Großer Preis von Bari) war ein Automobilrennen, das von 1947 bis 1956 neunmal in der süditalienischen Hafenstadt Bari durchgeführt wurde. Das Rennen war im Laufe der Zeit für unterschiedliche Rennklassen ausgeschrieben, und zwar für die Formel 2, die Formel 1 und für Sportwagenrennen. Die Rennen der Formel-1-Ära hatten keinen Weltmeisterschaftsstatus. 

## Geschichte

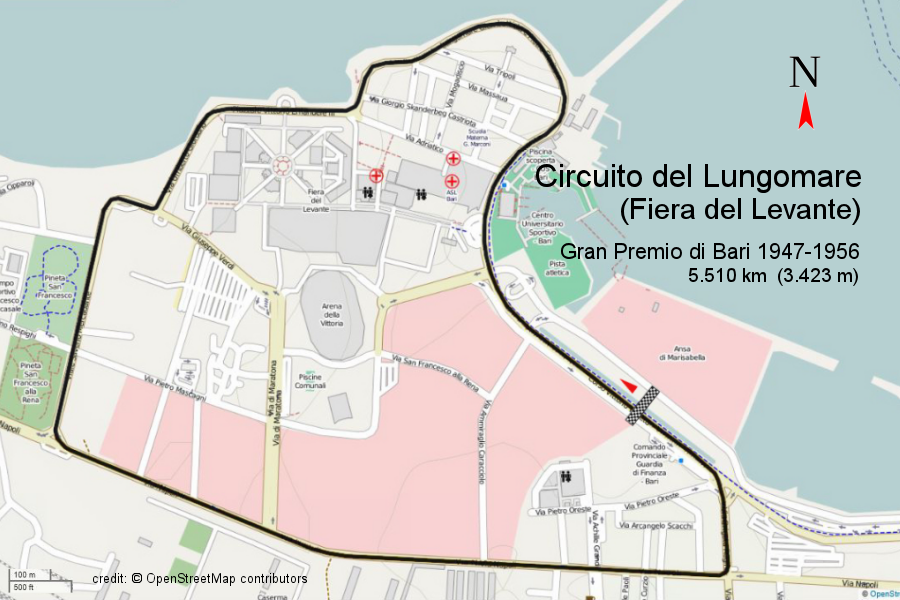
Circuito del Lungomare in Bari

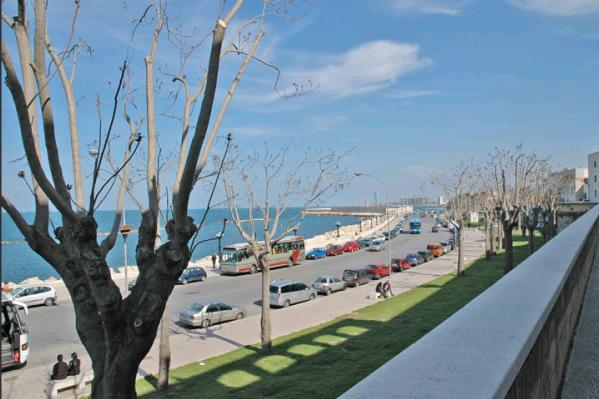
Teil der Rennstrecke: Strandpromenade Bari

Der Große Preis von Bari wurde vom Automobile Club de Bari organisiert; verantwortlich war Renzo Castagneto, der auch die Mille Miglia organisierte. Castagneto bemühte sich von Anfang an, das Rennen für Werksteams interessant zu machen, um so ein möglichst hohes sportliches Niveau zu erreichen. Die Bemühungen waren jedenfalls im Hinblick auf italienische und französische Rennwagenhersteller erfolgreich; britische Konstrukteure, die sich in den frühen 1950er-Jahren in den Formeln 1 und 2 etablierten, erschienen in Bari dagegen nie.
An der ersten Auflage 1947, die für Grand-Prix-Fahrzeuge ausgeschrieben war, nahm Alfa Romeo werksseitig mit zwei Autos für Achille Varzi und Consalvo Sanesi teil. 1948 und 1949, als der Große Preis von Bari ein Formel-2-Rennen war, engagierten sich Cisitalia und Ferrari mit Werksteams. Ferrari stellte mit Chico Landi bzw. Alberto Ascari jeweils den Sieger. 1950 und 1951 waren die Rennen in Bari für die Formel 1 ausgeschrieben, sie hatten allerdings keinen Weltmeisterstatus. In beiden Jahren dominierte erneut Alfa Romeo mit den Tipo 158 und 159 „Alfetta“. In den Jahren 1952 und 1953, in denen die Automobilweltmeisterschaft nach dem Reglement der Formel 2 ausgetragen wurde, gab es keine Monopostorennen in Bari. 1952 fand stattdessen ein Sportwagenrennen statt, 1953 gab es gar kein Automobilrennen in der Stadt. 1954 fand letztmals ein – wiederum weltmeisterschaftsfreies – Formel-1-Rennen in Bari statt, an dem die Werksteams von Ferrari und Maserati teilnahmen. 1955 und 1956 gab es in Bari jeweils noch Sportwagenrennen mit unterschiedlichen Klassen. Ab 1957 gab es keine Neuauflage mehr. 
Im 21. Jahrhundert reaktivierte der italienische Old Cars Club den Großen Preis von Bari für Oldtimerrennen, die seitdem in regelmäßigen Abständen stattfinden.

## Rennstrecke
Der Gran Premio di Bari war ein Straßenrennen, das auf öffentlichen Straßen im Zentrum von Bari ausgetragen wurde. Der Circuito del Lungomare genannte Kurs schloss zu einem erheblichen Teil die Strandpromenade (ital.: Lungomare) und den Hafen ein und lief damit direkt am Ufer der Adria entlang. Die Rückfahrt führte unter anderem durch ein Wohnviertel. Die Strecke, die im Laufe der Jahre nur in Details variierte, war 5,51 km lang. Mit Ausnahme der letzten Auflage im Jahr 1956 wurde das Rennen jeweils entgegen dem Uhrzeigersinn gefahren.

## Ergebnisse
| Auflage | Datum              | Klasse                   | Strecke                  | Sieger                          | Zweiter                         | Dritter                        | Pole-Position                   | Schnellste Rennrunde            |
| ------- | ------------------ | ------------------------ | ------------------------ | ------------------------------- | ------------------------------- | ------------------------------ | ------------------------------- | ------------------------------- |
| 1       | 13. Juli 1947      | Grand Prix               | Circuito del Lungomare   | Achille Varzi (Alfa Romeo)      | Consalvo Sanesi (Alfa Romeo)    | Renato Balestrero (Alfa Romeo) | Achille Varzi (Alfa Romeo)      | Achille Varzi (Alfa Romeo)      |
| 2       | 30. Mai 1948       | Formel 2                 | Circuito del Lungomare   | Chico Landi (Ferrari)           | Felice Bonetto (Cisitalia-Fiat) | Achille Varzi (Cisitalia-Fiat) | Giuseppe Farina (Ferrari)       | Felice Bonetto (Cisitalia-Fiat) |
| 3       | 12. Juni 1949      | Formel 2                 | Circuito del Lungomare   | Alberto Ascari (Ferrari)        | Franco Cortese (Ferrari)        | Felice Bonetto (Ferrari)       | Felice Bonetto (Ferrari)        | Alberto Ascari (Ferrari)        |
| 4       | 9. Juli 1950       | Formel 1                 | Circuito del Lungomare   | Giuseppe Farina (Alfa Romeo)    | Juan Manuel Fangio (Alfa Romeo) | Stirling Moss (HWM-Alta)       | Giuseppe Farina (Alfa Romeo)    | Juan Manuel Fangio (Alfa Romeo) |
| 5       | 2. September 1951  | Formel 1                 | Circuito del Lungomare   | Juan Manuel Fangio (Alfa Romeo) | José Froilán González (Ferrari) | Piero Taruffi (Ferrari)        | Juan Manuel Fangio (Alfa Romeo) | Juan Manuel Fangio (Alfa Romeo) |
| 6       | 28. September 1952 | Sportwagen               | Circuito del Lungomare   | Chico Landi (Ferrari)           | Tom Cole (Ferrari)              | Eugenio Castellotti (Ferrari)  | unbekannt                       | Robert Manzon (Gordini)         |
|         | 1953               | Kein Gran Premio di Bari | Kein Gran Premio di Bari | Kein Gran Premio di Bari        | Kein Gran Premio di Bari        | Kein Gran Premio di Bari       | Kein Gran Premio di Bari        | Kein Gran Premio di Bari        |
| 7       | 22. Mai 1954       | Formel 1                 | Circuito del Lungomare   | José Froilán González (Ferrari) | Maurice Trintignant (Ferrari)   | Jean Behra (Gordini)           | José Froilán González (Ferrari) | Onofre Marimón (Maserati)       |
| 8       | 15. Mai 1955       | Sportwagen               | Circuito del Lungomare   | Jean Behra (Maserati)           | Luigi Musso (Maserati)          | Masten Gregory (Ferrari)       | unbekannt                       | Piero Taruffi (Ferrari)         |
| 9       | 22. Juli 1956      | Sportwagen               | Circuito del Lungomare   | Stirling Moss (Maserati)        | Jean Behra (Maserati)           | Cesare Perdisa (Maserati)      | unbekannt                       | Stirling Moss (Maserati)        |